# Paseo de Julio

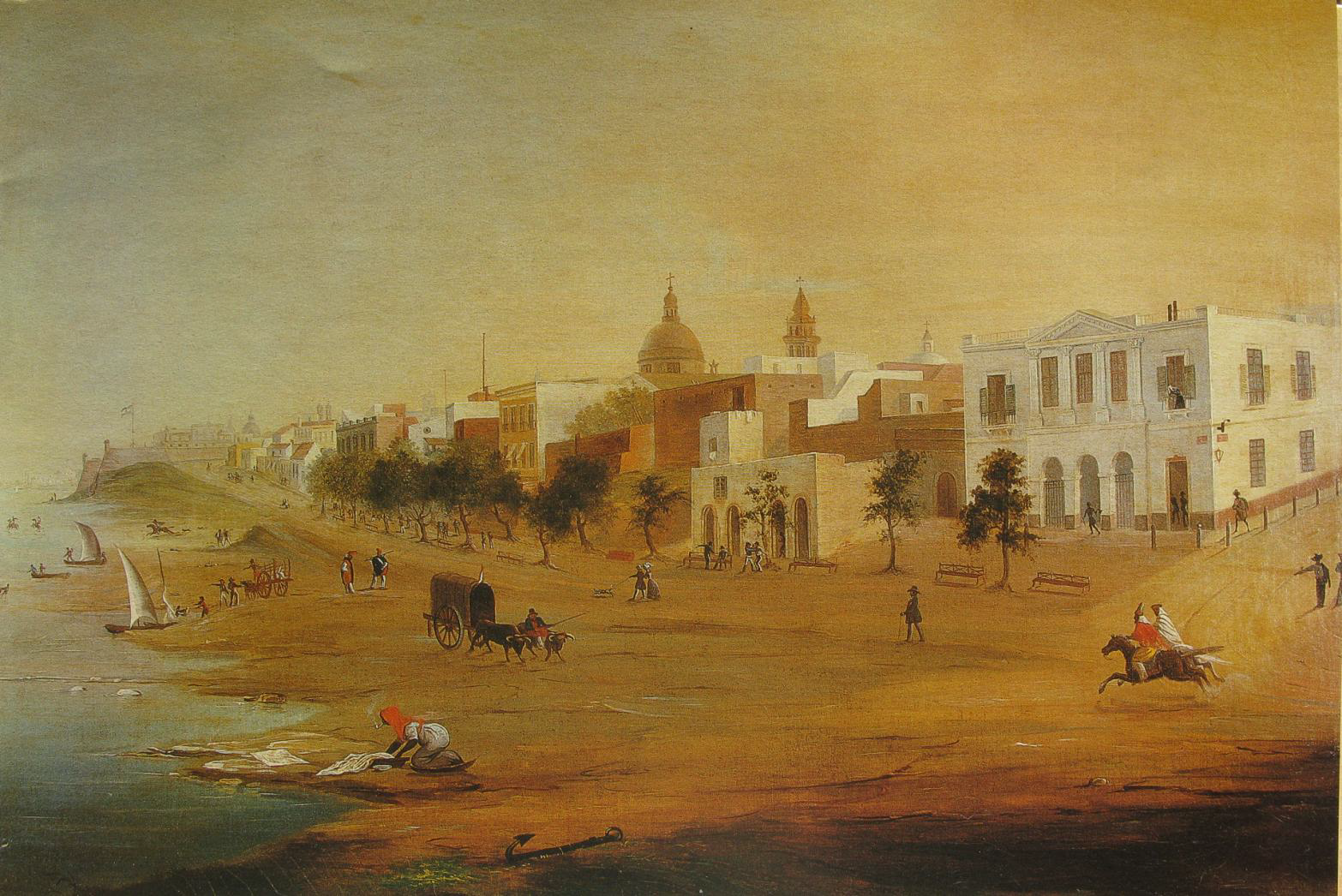
Rudolf Carlsen, El Bajo (c.1847) y el Paseo de la Alameda en la esquina con la calle Corrientes. Residencia de Francisco Bernabé Madero.

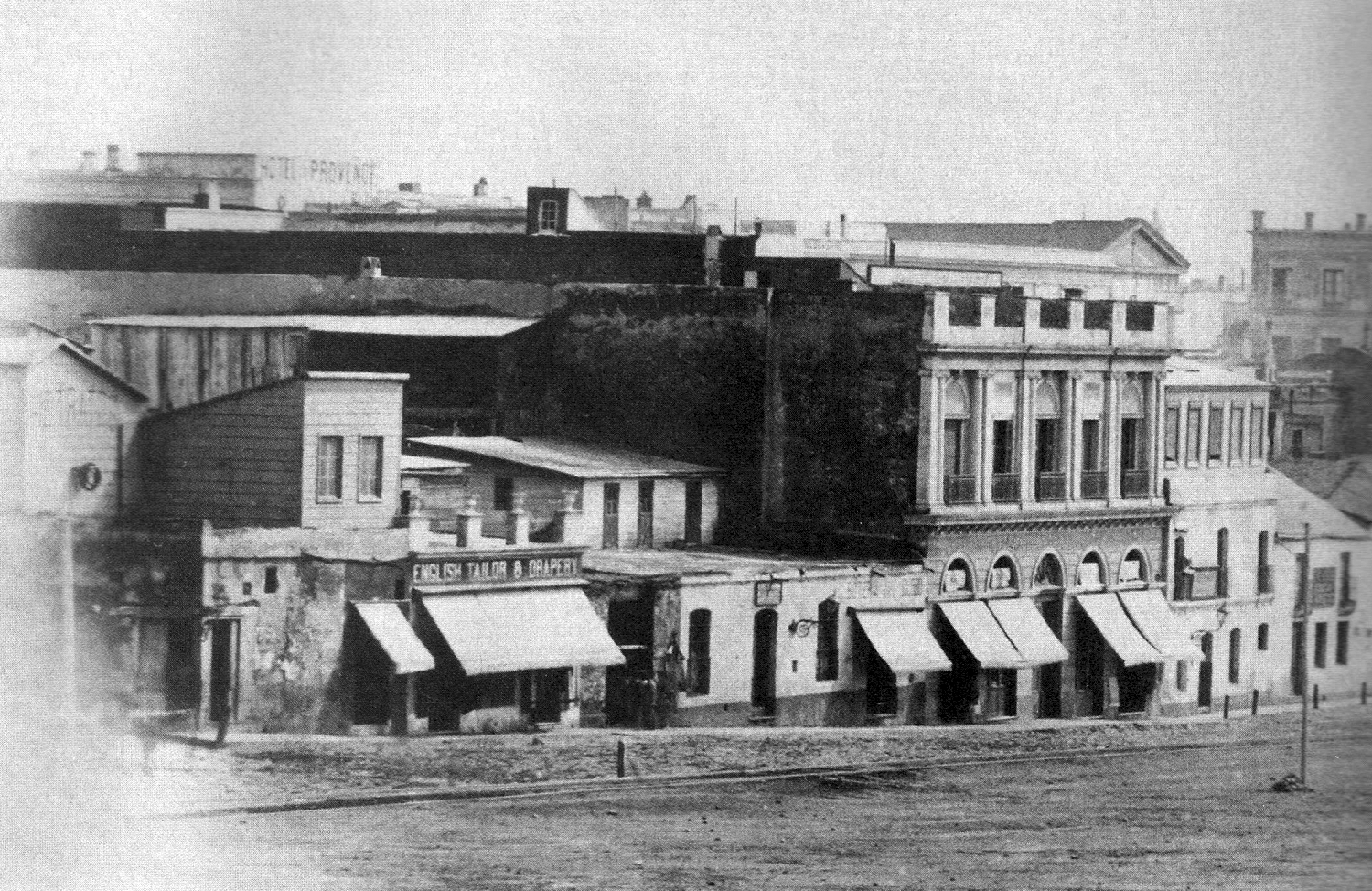
Benito Panunzi, Vista de la calle Paseo de Julio, en Buenos Aires.

El Paseo de Julio fue un paseo situado en Buenos Aires (Argentina) que estaba ubicado donde actualmente se encuentra la Avenida Leandro N. Alem, partiendo desde la altura de la Casa Rosada hasta Retiro, a la altura del Hotel Sheraton.

## Historia
Alrededor de 1780, el virrey Vértiz mandó crear el Paseo de la Alameda, una calle ancha, de dos vías que se extendía cuatrocientos metros, paralela a la costa del río. En ella se plantaron álamos, sauces y ombúes y se construyeron bancos de mampostería para solaz de los paseantes. Fue la primera avenida ribereña de la ciudad y también se la llamó Paseo del Bajo.
Los vecinos de Buenos Aires acostumbraban frecuentar el paseo todo el año y tomar baños en la ribera del Río de la Plata. El 8 de diciembre de cada año, con la bendición de las aguas, comenzaba la temporada de baño. 
Llegó a ser tan fuerte y generalizada la afición de los bañistas que, en 1809, el virrey Cisneros dicta un “Auto de Buen Gobierno” en el que consta "Que echando de ver los excesos que se cometen en los baños públicos de las riberas del río, tan opuestos a la moral cristiana, mando que nadie entre en él a bañarse por los sitios que están a la vista del Paseo del Bajo sino de noche, observando la más posible decencia, quietud y buen orden".
A mediados de diciembre de 1846 se coloca la piedra fundamental de la ampliación del paseo. Asiste al acto en carácter de madrina Manuelita Rosas y se entierran en una urna los documentos de rigor, medallas de oro, monedas de plata y cobre de diversas fechas entre el año 1644 a 1845, y un billete de cada clase de papel moneda corriente, desde 1 hasta 20 pesos. La obra era bastante ambiciosa y, además de embellecer la costa, intentaba contener las aguas del Río de la Plata que, en sus fuertes subidas, llegaba muchas veces hasta la actual calle Balcarce. Así lo comenta Juan Manuel Beruti, un vecino de la época: “Se principió a levantar una muralla desde la punta del baluarte del Fuerte en la barranca del sur al norte, para contener las crecientes del río y formar una hermosa alameda, que lo menos será de larga cinco o seis cuadras”

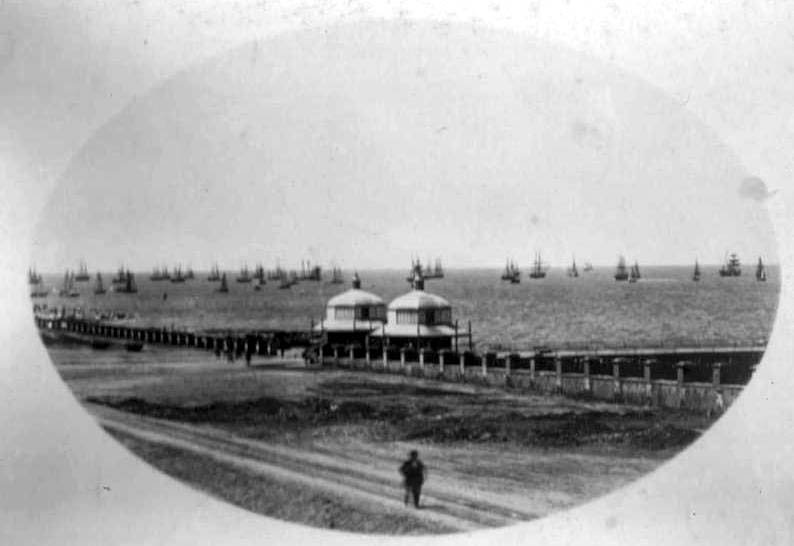
Esteban Gonnet, Paseo de julio de 1864 (se aprecia el antiguo Muelle de Pasajeros).

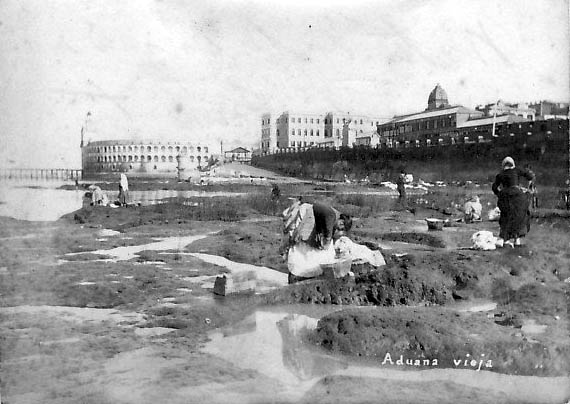
Lavanderas que trabajaban en la ribera del Paseo de Julio, a la altura de la calle Perón. Al fondo, la Aduana Taylor. (1888)

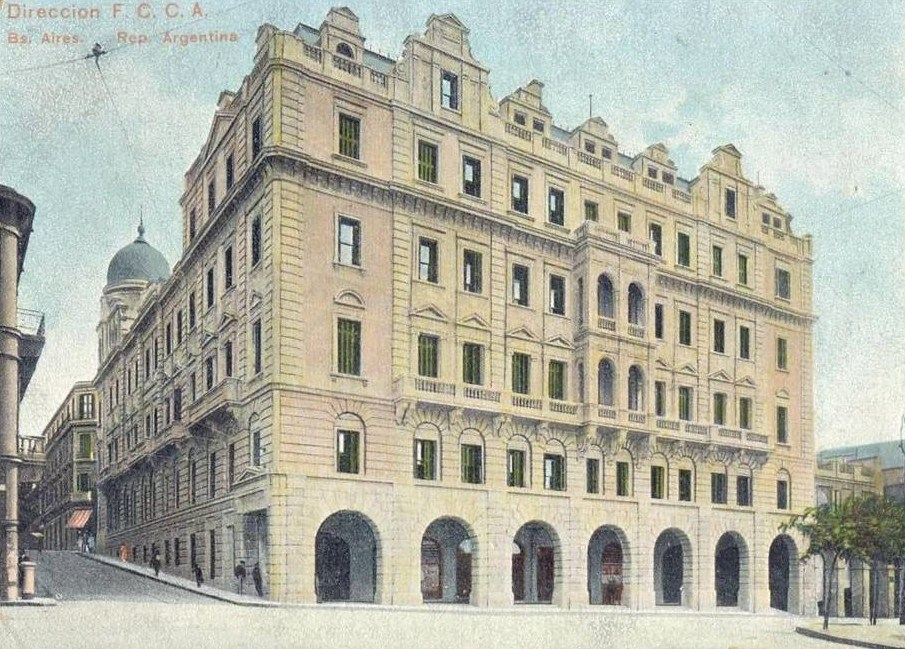
La administración del Ferrocarril Central Argentino, primer gran edificio de oficinas construido en Paseo de Julio (año 1900).

El 15 de marzo de 1848, el paseo toma el nombre de Encarnación, en homenaje a Encarnación Ezcurra, sin embargo, por decreto de Rosas del 30 de octubre del mismo año, pasa a llamarse Paseo de Julio.
En 1865, se continuó con el muro vertical que contenía las tierras del Paseo de Julio y, terminadas las obras, la totalidad del paseo se extendía por las actuales avenidas Leandro Alem, Paseo Colón y Libertador, entre San Martín y la avenida Alvear.
Paralelamente se dicta una ordenanza que dispone la construcción de recovas en los edificios cuyos frentes dan al paseo. En su artículo 3º indica los detalles constructivos de dichas recovas: “…los arcos no podrían tener menos de dos metros treinta centímetros ni más de tres, de luz. El ancho de la recova sería de cuatro metros y medio, incluyendo el grueso de los pilares. En ningún caso la altura interior podría ser menor de cuatro metros. El cielo raso se haría de cal o de yeso o con madera pintada. El grueso de los pilares sería de tres ladrillos y jamás de menos de un metro y medio. Estas medidas se redujeron luego a dos ladrillos y medio y ochenta y cinco centímetros, como mínimo…” Así mismo, en el artículo 4º, se disponen compensaciones para los vecinos obligados a sufragar el gasto: “En recompensa del gasto que la construcción de la arquería cause a los propietarios, la Municipalidad permite que ellos tomen del piso actual de la calle y fuera de la línea de traza que ha regido hasta el presente, lo necesario para levantarla, esto es, el ancho de cuatro metros y medio, prescriptos por el art. 3º. Les concede además permiso para levantar dos pisos encima de la arquería construida, cuyos pisos serán considerados propiedad de ellos para siempre”. 
El 25 de febrero de 1875, se insiste con la obligación sancionando otra ordenanza que intima a los propietarios a que en el término de un año construyan las recovas bajo apercibimiento de tener que adquirir la Municipalidad el terreno que ocuparen estas construcciones para poder edificar sobre ellas.
El 21 de mayo de 1903, próxima al cruce entre las actuales calle Juan Domingo Perón y avenida Leandro Alem, se instaló la fuente monumental Las Nereidas, obra de Lola Mora, que representa el nacimiento de Venus y exhibe desnudos femeninos lo cual era escandaloso para la sociedad de la época. Finalmente, en 1918, después de generar fuertes polémicas, la fuente fue trasladada a su actual emplazamiento en la Costanera Sur.
El 28 de noviembre de 1919, por la Ordenanza N.º 520, el Paseo de Julio toma el nombre Leandro Nicéforo Alem.